# أندي كروسبي
أندي كروسبي (بالإنجليزية: Andy Crosby) هو لاعب كرة قدم بريطاني في مركز الدفاع، ولد في 3 مارس 1973 في روثرهام ‏ في المملكة المتحدة. لعب مع أكسفورد يونايتد وبرايتون أند هوف ألبيون ودارلينجتون إف سى وسكونثورب يونايتد وليدز يونايتد ونادي تشستر سيتي ونادي دونكاستر روفرز.

## وصلات خارجية
- أندي كروسبي على موقع قاعدة بيانات كرة القدم.إي يو (الإنجليزية)
- أندي كروسبي على موقع Soccerbase.com (لاعب) (الإنجليزية)